# Suède aux Jeux olympiques d'été de 1924
La Suède aux Jeux olympiques d'été de 1924 participe à ses 6e Jeux olympiques.

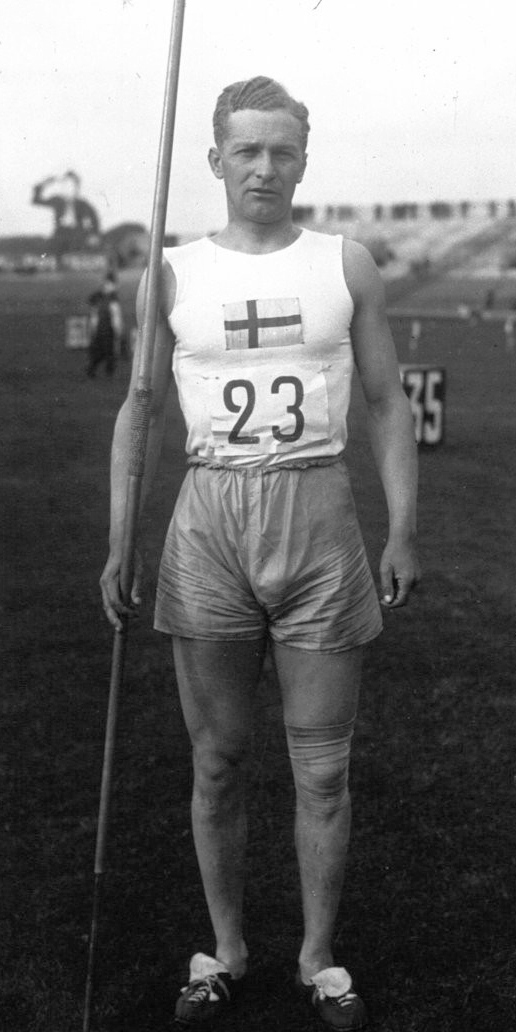
Gunnar Lindström médaille d'argent au lancer du javelot (photo de 1926).

## Bilan global
Présents dans 15 sports, les athlètes suédois rapportent des Jeux olympiques d'été de 1924, à Paris, 29 médailles en tout. Mais uniquement 4 en or, ce qui place leur pays en huitième position seulement au classement des nations. Comme aux Jeux olympiques de 1920, ce sont les épreuves de Tir, d’Équitation et de Pentathlon (un nouveau triplé) qui permettent à la délégation suédoise de briller.
| Sport              | Médaille d'or, Jeux olympiques | Médaille d'argent, Jeux olympiques | Médaille de bronze, Jeux olympiques | Total |
| Athlétisme         | 0                              | 3                                  | 2                                   | 5     |
| Cyclisme           | 0                              | 0                                  | 1                                   | 1     |
| Équitation         | 2                              | 2                                  | 0                                   | 4     |
| Escrime            | 0                              | 0                                  | 1                                   | 1     |
| Football           | 0                              | 0                                  | 1                                   | 1     |
| Lutte              | 1                              | 2                                  | 1                                   | 4     |
| Natation           | 0                              | 2                                  | 2                                   | 4     |
| Pentathlon moderne | 1                              | 1                                  | 1                                   | 3     |
| Plongeon           | 0                              | 1                                  | 1                                   | 2     |
| Tir                | 0                              | 2                                  | 2                                   | 4     |
|                    | 4                              | 13                                 | 12                                  | 29    |

## Liste des médaillés

### Médailles d'or
| Sport                                             | Discipline                               | Sportifs |
| Médailles d’or 4                                  |                                          |          |
| Équitation                                        |                                          |          |
| Dressage                                          | Ernst Linder sur Piccolomini             |          |
| Saut d'obstacles par équipes                      | Ake Thelning, Axel Ståhle, Age Lundström |          |
| Lutte                                             |                                          |          |
| Lutte gréco-Romaine Poids mi-lourds, 75 - 82.5 kg | Carl Westergren                          |          |
| Pentathlon moderne                                |                                          |          |
|                                                   | Bo Lindman                               |          |

### Médailles d'argent
| Sport                                               | Discipline                                                         | Sportifs |
| Médailles d’argent 13                               |                                                                    |          |
| Athlétisme                                          |                                                                    |          |
| 10 000 m                                            | Edvin Wide                                                         |          |
| 4 × 100 m                                           | Artur Svensson, Erik Byléhn Gustaf Wejnarth, Nils Engdahl          |          |
| Lancer du javelot                                   | Gunnar Lindström                                                   |          |
| Équitation                                          |                                                                    |          |
| Dressage Epreuve individuelle                       | Bertil Sandstrom sur Sabel                                         |          |
| Concours complet d'équitation Epreuve par équipes   | Claës König, Torsten Sylvan Gustaf Hagelin, Carl Gustaf Lewenhaupt |          |
| Lutte                                               |                                                                    |          |
| Lutte gréco-romaine Poids mi-lourds, 75 - 82.5 kg   | Rudolf Svensson                                                    |          |
| Lutte libre Poids mi-lourds, 79 - 87 kg             | Rudolf Svensson                                                    |          |
| Natation                                            |                                                                    |          |
| 400 m nage libre                                    | Arne Borg                                                          |          |
| 1500 m nage libre                                   | Arne Borg                                                          |          |
| Pentathlon moderne                                  |                                                                    |          |
| Épreuve individuelle hommes                         | Gustaf Dyrssen                                                     |          |
| Plongeon                                            |                                                                    |          |
| Plongeon haut simple                                | John Jansson                                                       |          |
| Tir                                                 |                                                                    |          |
| Pistolet feu rapide à 25 m                          | Vilhelm Carlberg                                                   |          |
| Tir au cerf courant coup simple à 100 m par équipes | Otto Hultberg, Mauritz Johansson Fredric Landelius, Alfred Swahn   |          |

### Médailles de bronze
| Sport                                               | Discipline | Sportifs |
| Médailles de bronze 12                              | |          |
| Athlétisme                                          | |          |
| 5 000 m                                             | Edvin Wide |          |
| 110 m haies                                         | Sten Pettersson |          |
| Cyclisme                                            | |          |
| Course par équipes                                  | Gunnar Sköld, Erik Bohlin, Ragnar Malm |          |
| Escrime                                             | |          |
| Epée, épreuve individuelle                          | Nils Hellsten |          |
| Football                                            | |          |
| Équipe                                              | Axel Alfredsson, Charles Brommesson, Gustaf Carlsson Albin Dahl, Sven Friberg, Karl Gustafsson Fritjof Hillén, Konrad Hirsch, Gunnar Holmberg Per Kaufeldt, Tore Keller, Rudolf Kock Sigfrid Lindberg, Vigor Lindberg, Sven Lindqvist Evert Lundquist, Sten Mellgren,Gunnar Olsson, Sven Rydell Harry Sundberg, Thorsten Svensson, Robert Zander |          |
| Lutte                                               | |          |
| Lutte gréco-romaine Poids plume 58 - 62 kg          | Erik Malmberg |          |
| Natation                                            | |          |
| Relais 4 × 200 m nage libre hommes                  | Arne Borg, Åke Borg Orvar Trolle, Georg Werner |          |
| Relais 4 × 100 m nage libre femmes                  | Aina Berg, Gurli Ewerlund Wivan Pettersson, Hjördis Töpel |          |
| Pentathlon moderne                                  | |          |
| Épreuve individuelle hommes                         | Bertil Uggla |          |
| Plongeon                                            | |          |
| Plateforme à 10 mètres                              | Hjördis Töpel |          |
| Tir                                                 | |          |
| Tir au cerf courant coup double à 100 m             | Alfred Swahn |          |
| Tir au cerf courant coup double à 100 m par équipes | Axel Ekblom, Mauritz Johansson Fredric Landelius, Alfred Swahn |          |